# André Pierre Armand Gilbert
Pour les articles homonymes, voir Gilbert.
André Pierre Armand Pascal Gilbert est un homme politique français né le 5 avril 1830 à Sernillac (Charente-Maritime) et décédé le 24 avril 1903 à Blaye (Gironde).
Banquier à Blaye, président du tribunal de commerce, il est conseiller municipal en 1865 puis adjoint au maire en 1870 et député de la Gironde de 1885 à 1889. Il siège à gauche, au groupe de l'Union républicaine.

### Sources
- « André Pierre Armand Gilbert », dans Adolphe Robert et Gaston Cougny, Dictionnaire des parlementaires français, Edgar Bourloton, 1889-1891 [détail de l’édition]